# Encoded Archival Description
Encoded Archival Description (EAD) ist ein dokumentarischer XML-Standard zur Beschreibung von archivischen Findmitteln. Verantwortlich für die Definition von EAD ist das Technical Subcommittee for Encoded Archival Description der Society of American Archivists gemeinsam mit der Library of Congress. Eine erste Version wurde 1995 an der University of California, Berkeley in Form einer Dokumenttypdefinition (DTD) für SGML entwickelt. Die erste Version in dem seither verwendeten XML-Format wurde als EAD 1.0 Ende August 1998, die zweite Version 2002, die aktuelle Version (EAD3) im August 2015 veröffentlicht.

## EAD(DDB)
Seit 2010 wurde durch eine Arbeitsgruppe („EAD-AG“) unter Leitung des Landesarchivs Baden-Württemberg mit Vertretern mehrerer staatlicher und kommunaler Archive sowie der Archivschule Marburg und unter Beteiligung der zuständigen Fach-Ausschüsse von KLA (Konferenz der Leiterinnen und Leiter der Archivverwaltungen des Bundes und der Länder) und BKK (Bundeskonferenz der Kommunalarchive beim Deutschen Städtetag) ein nationales Profil des internationalen Standards entwickelt. Anlass war die Errichtung der Deutschen Digitalen Bibliothek sowie der Aufbau des Archivportals-D, für die ein konsensfähiges EAD-Profil zum Austausch archivischer Daten benötigt wurde. Seit Mai 2012 lag EAD(DDB) in einer ersten Version vor; die aktuell gültige Version 1.2 wurde im Februar 2019 veröffentlicht.